# Olaf Kistenmacher
Olaf Kistenmacher (* 1970 in Hamburg) ist ein deutscher Historiker, Philosoph und Publizist. Sein Kernthema ist heutiger Antisemitismus.

## Leben
Kistenmacher studierte Philosophie, Geschichtswissenschaft und Psychologie an der Universität Hamburg.
Von 1995 bis 1997 war er studentische Hilfskraft am Philosophischen Seminar der Universität Hamburg.
In dieser Zeit arbeitete er in der Redaktion der Rechtsphilosophischen Hefte.
Seit 1999 ist Kistenmacher Pädagoge in der KZ-Gedenkstätte Neuengamme.
Von 2003 bis 2005 arbeitete er in der Redaktion der Schriftenreihe Beiträge zur Geschichte der nationalsozialistischen Verfolgung in Norddeutschland, Edition Temmen.
Von 2009 bis 2010 koordinierte Kistenmacher das Projekt „Was tun gegen Antisemitismus?!“ im Rahmen von Vielfalt tut gut in Altona.
Kistenmacher promovierte 2011 bei Inge Marßolek und Norbert Finzsch an der Universität Bremen mit einer Arbeit zum Thema Arbeit und „jüdisches Kapital“. Antisemitische Aussagen in der Tageszeitung der KPD, Die Rote Fahne, während der Weimarer Republik, 1918 bis 1933.
Von 2018 bis 2020 moderierte Kistenmacher die Veranstaltungsreihe „Antisemitismus im 21. Jahrhundert – was kann man dagegen tun?“.
Kistenmacher schreibt Beiträge für verschiedene Sammelbände und Zeitschriften zum Thema Antisemitismus.

## Engagement, Aktivitäten
Kistenmacher war als Guide in verschiedenen Ausstellungen tätig:
- 1999 in der Ausstellung „‚Vernichtungskrieg‘. Verbrechen der Wehrmacht 1941 bis 1944“ des Hamburger Instituts für Sozialforschung, Freie Akademie der Künste in Hamburg.
- 2004 in der Ausstellung „Verbrechen der Wehrmacht – Dimensionen des Vernichtungskrieges 1941 bis 1944“ im Kulturzentrum Kampnagel, Hamburg.[1]

## Mitgliedschaften
Seit 2008 ist Kistenmacher Mitglied der Genderwerkstatt der Gedenkstätten in Deutschland.
Kistenmacher ist Mitglied des Villigster Forschungsforum zu Nationalsozialismus, Rassismus und Antisemitismus.

## Veröffentlichungen (Auswahl)

### Monografien
- Auf einer Wellenlänge. Der Mufti von Jerusalem, die NSDAP und eine Rundfunkstation in Königs Wusterhausen. MaroHeft, Berlin 2025. ISBN 978-3-87512-634-1. https://www.maroverlag.de/vorschau/308-auf-einer-wellenlaenge-9783875126341.html

- „Gegen den Geist des Sozialismus“. Anarchistische und kommunistische Kritik der Judenfeindschaft in der KPD zur Zeit der Weimarer Republik. ça ira, Freiburg im Breisgau 2023, ISBN 978-3-86259-146-6.
- Ausgesprochen unausgesprochen. Latenter Antisemitismus und Erinnerungsabwehr bei den Neuen Rechten, Hamburg, 2021, download als PDF
- Was tun gegen Antisemitismus?! Anregungen zu einer Pädagogik gegen Judenfeindschaft im 21. Jahrhundert, Hamburg, 2018, download als PDF
- mit Sina Arnold: Der Fall Ethel und Julius Rosenberg: Antikommunismus, Antisemitismus und Sexismus in den USA zu Beginn des Kalten Krieges, edition assemblage, 2016, ISBN 978-3-96042-009-5
- Arbeit und "jüdisches Kapital" – antisemitische Aussagen in der KPD-Tageszeitung Die Rote Fahne während der Weimarer Republik. Edition Lumière. Bremen 2016, ISBN 978-3-943245-39-4. (Dissertation)

### Herausgeberschaft
- mit Hans-Joachim Hahn: Beschreibungsversuche der Judenfeindschaft II. Antisemitismus in Text und Bild – zwischen Kritik, Reflexion und Ambivalenz, Berlin/Boston 2019. Open Access unter: https://www.degruyterbrill.com/document/doi/10.1515/9783110541977/html
- mit Hans-Joachim Hahn: Beschreibungsversuche der Judenfeindschaft. Zur Geschichte der Antisemitismusforschung vor 1944, Berlin/München/Boston 2015. Open Access unter: https://www.degruyterbrill.com/document/doi/10.1515/9783110339062/html

### Aufsätze und Zeitschriftenbeiträge
- Das „unsichtbare“ Problem. Pädagogik gegen Antisemitismus nach dem 7. Oktober 2023, in: Freie Assoziation, „7. Oktober“, 1/2025. https://psychosozial-verlag.de/programm/4000/4400/21522-detail
- Sozialismus oder „nationale Befreiung“. Rosa Luxemburgs Kritik des Antisemitismus in der polnischen Sozialdemokratie 1910/11, in: Jungle World 2, 2025. https://jungle.world/artikel/2025/02/ll-demo-luxemburg-sozialismus-oder-nationale-befreiung
- „Aber Israel macht doch das Gleiche …“ Zum pädagogischen Umgang mit Israelhass und israelbezogenem Antisemitismus, in: Marcus Meier/Maren van Norden/Sebastian Werner (Hg.): Antisemitismus in der politischen Bildungsarbeit. Formen, Debatten, Methoden, Frankfurt am Main 2024, zweite, überarbeitete und erweiterte Auflage, S. 223-236. https://www.wochenschau-verlag.de/Bildungsarbeit-gegen-Antisemitismus/41663-Print-61663-PDF
- Kulturell codiert. Shulamit Volkovs Analyse des Antizionismus in der Linken, in: Jungle World 31, 2024. https://jungle.world/artikel/2024/31/antisemitische-querfront-kulturell-codiert
- Der Vollstreckungsbeamte, Hannah Arendts Bericht über den Prozess gegen Adolf Eichmann, in: Jungle World 50, 2023. https://jungle.world/artikel/2023/50/hannah-arendt-eichmann-prozess-der-vollstreckungsbeamte
- Die ignorierte Attacke. Drei Jahre nach dem Angriff auf das "Schalom" in Chemnitz beginnt das Gerichtsverfahren, in: Jungle World 35, 2021. https://jungle.world/artikel/2021/35/die-ignorierte-attacke
- Rosa Luxemburgs Kritik der „‚nationalenʻ Befreiung“, in: Frank Jacob/Albert Scharenberg/Jörn Schütrumpf (Hg.): Rosa Luxemburg. Band 2: Nachwirken, Marburg 2021, S. 277–315 (online als pdf).
- Latente Formen des Antisemitismus in der Bildungsarbeit. Theoretische Zugänge und Handlungsstrategien, in: Marc Grimm/Stefan Müller (Hg.): Bildung gegen Antisemitismus. Spannungsfelder der Aufklärung, ISBN 978-3-7344-1140-3[6]
- Konsequent latent. Über die Bedeutungen des Begriffs „latenter Antisemitismus“, in Jungle World 34/2020 online
- Mehr als ein Fall Mbembe, in konkret 6/2020.[1]
- mit Christoph Gunkel: „Hilfe, wir werden verbrannt!“ Antisemitischer Anschlag in München 1970, Spiegel, 11. Februar 2020 online
- Latente Erinnerung – latenter Antisemitismus. Zur Darstellung der modernen Judenfeindschaft in Marcel Prousts „Auf der Suche nach der verlorenen Zeit“, in: Ders./Hans-Joachim Hahn (Hg.): Beschreibungsversuche der Judenfeindschaft II. Antisemitismus in Text und Bild – zwischen Kritik, Reflexion und Ambivalenz, Berlin/München/Boston 2019, S. 161-194. Open Access unter: https://www.degruyterbrill.com/document/doi/10.1515/9783110541977-008/html
- mit Sina Arnold: Atomspionage für Sowjetrussland? Der Fall Ethel und Julius Rosenberg, in INDES – Zeitschrift für Politik und Gesellschaft, 4/2019, S. 88–95 teilweise online
- Facetten des Antisemitismus. Zu den verschiedenen Motiven und Motivationen der Judenfeindschaft im 21. Jahrhundert, in: Hans-Peter Killguss/Marcus Meier/Sebastian Werner (Hg.): Antisemitismus in der politischen Bildungsarbeit. Formen, Debatten, Methoden, ISBN 978-3-7344-0894-6[7]
- Brendan McGeever, Soziologe, über Antisemitismus in der Roten Armee, »Judenfeindschaft gab es auch ohne Pogrome«, Interview von Olaf Kistenmacher, 2017 online
- Begleiterscheinung Judenfeindschaft. Zu einem Aspekt in Bini Adamczaks Beziehungsweise Revolution und Der schönste Tag im Leben des Alexander Berkman erschienen bei rote-ruhr-uni.com, 2017 online als PDF
- mit Patricia Zhubi: Schön gesagt? Über den Film Die Stadt ohne Juden nach dem gleichnamigen Roman von Hugo Bettauer, in haGalil, 2017 online
- Klassenkämpfer wider Willen. Die KPD und der Antisemitismus in der Weimarer Republik in: Jungle World 28, 2011 online
- From ‘Judas’ to ‘Jewish Capital’: Antisemitic Forms of Thought in the German Communist Party (KPD) in the Weimar Republic, 1918–1933, Engage Journal, 2006 online
- From ‚Jewish Capital‘ to the ‚Jewish-Fascist Legion in Jerusalem‘: The Development of Antizionism in the German Communist Party (KPD) in the Weimar Republic, 1925–1933, Engage Journal, 2006 online
- De «Judas» au «Capital juif»: les formes de pensée antisémites dans le Parti communiste allemand (KPD) sous la république de Weimar, 1918–1933 online als PDF
- „Antizionismus“ in der KPD der 1920er Jahre in Context XXI 3–4, 2005 online
- „Antizionismus“ und antisemitische Verschwörungstheorien in der politischen Linken in Diskus 2, 2002 online

### Vorträge auf Youtube (Audio)
- Der linke Antiamerikanismus, 2016
- Über die Ursachen des personifizierten Antikapitalismus (16. Dezember 2014)
- Zur Kritik des marxistisch leninistischen Antiimperialismus, 2016
- Antisemitismus in der KPD der Weimarer Republik, 2017

## Belege
1. 1 2 3 4 5 6 7  
Olaf Kistenmacher bei forschungsforum.net. Abgerufen am 6. Oktober 2020.
2. 1 2  
Kistenmacher, Olaf, Diss. A, 2011, Bremen bei d-nb.info.de. Abgerufen am 6. Oktober 2020.
3. ↑  
Olaf Kistenmacher bei perlentaucher.de. Abgerufen am 6. Oktober 2020.
4. ↑  
Veranstaltungsreihe 2019, Antisemitismus im 21. Jahrhundert, Was kann man dagegen tun? bei hamburg.de. Abgerufen am 6. Oktober 2020.
5. ↑  
Villigster Forschungsforum, Mitglieder bei forschungsforum.net. Abgerufen am 6. Oktober 2020.
6. ↑  Bildung gegen Antisemitismus, Spannungsfelder der Aufklärung (Memento des Originals vom 24. Oktober 2020 im Internet Archive)  Info: Der Archivlink wurde automatisch eingesetzt und noch nicht geprüft. Bitte prüfe Original- und Archivlink gemäß Anleitung und entferne dann diesen Hinweis. bei wochenschau-verlag.de. Abgerufen am 6. Oktober 2020.
7. ↑  
Bildungsarbeit gegen Antisemitismus, Grundlagen, Methoden & Übungen bei wochenschau-verlag.de. Abgerufen am 6. Oktober 2020.

| Personendaten    | Personendaten                       |
| ---------------- | ----------------------------------- |
| NAME             | Kistenmacher, Olaf                  |
| KURZBESCHREIBUNG | deutscher Historiker und Journalist |
| GEBURTSDATUM     | 1970                                |
| GEBURTSORT       | Hamburg                             |